# ロブ・ファン・ダイク
ロベルト・ファン・ダイク（Robert van Dijk、1969年1月15日 - ）は、オランダ・フォールハウト出身の元サッカー選手。ポジションはGK。
フェイエノールトの歴代最年長出場記録を持つ。